# Sphagemacrurus grenadae
Sphagemacrurus grenadae är en fiskart som först beskrevs av Parr, 1946.  Sphagemacrurus grenadae ingår i släktet Sphagemacrurus och familjen skolästfiskar. Inga underarter finns listade i Catalogue of Life.